# Condado de Vilches
El condado de Vilches es un título nobiliario español creado por la reina Isabel II de España en 1848 a favor de don Gonzalo de Vilches y Parga.
Su nombre se refiere al apellido del linaje de los Vilches. El mismo día, se le concedió también el Vizcondado de La Cervanta.

## Condes de Vilches

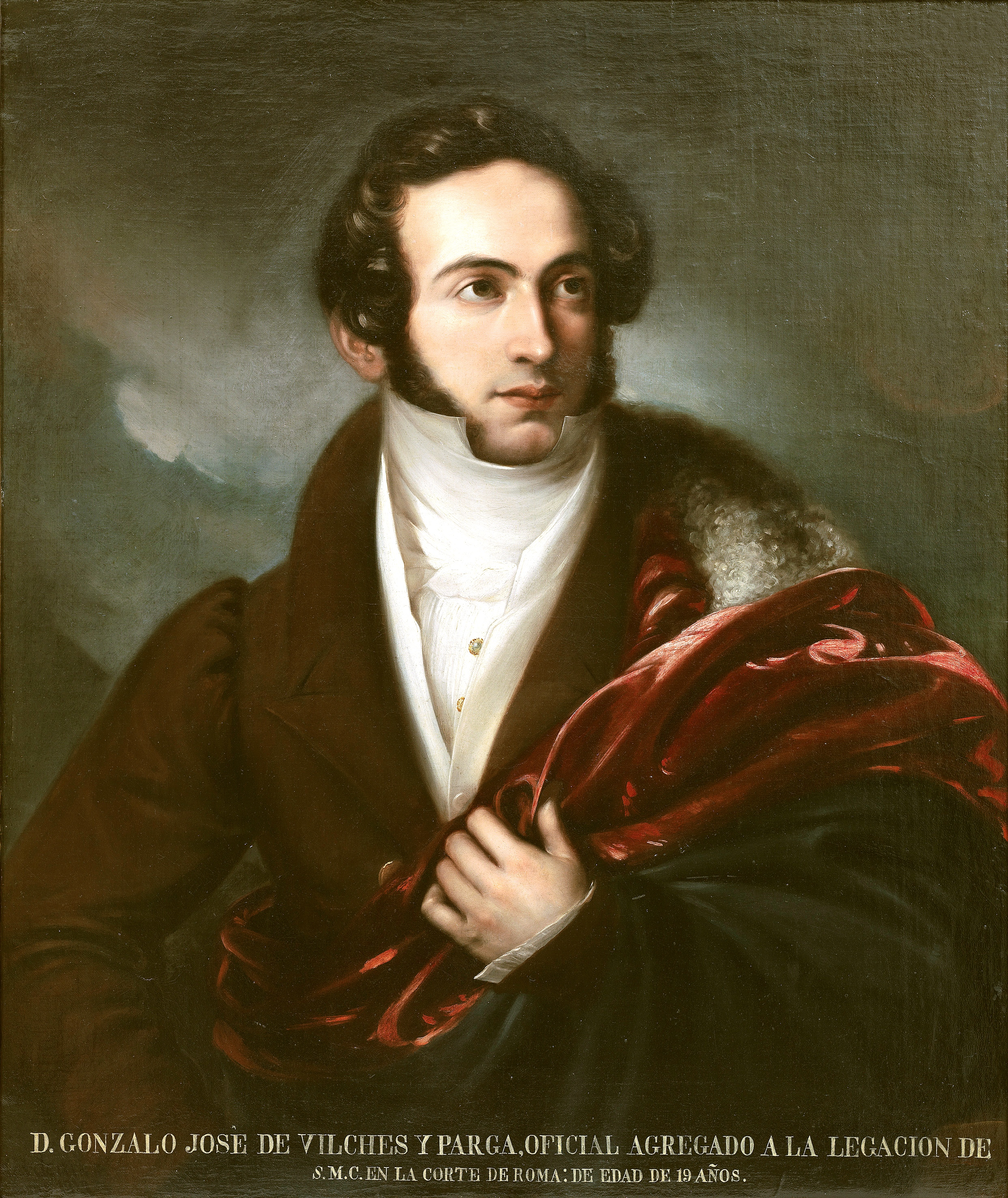
Gonzalo José de Vilches y Parga, primer conde de Vilches, por Valentín Carderera. 1827. (Museo del Prado, Madrid).

|                                  | Titular                          | Periodo                          | Casa                             |
| Creación por Isabel II de España | Creación por Isabel II de España | Creación por Isabel II de España | Creación por Isabel II de España |
| -------------------------------- | -------------------------------- | -------------------------------- | -------------------------------- |
| i                                | Gonzalo de Vilches y Parga       | 1848-1879                        | Casa de Vilches                  |
| ii                               | Gonzalo de Vilches y Llano       | 1879-1918                        | Casa de Vilches                  |

## Historia
- Gonzalo de Vilches y Parga (1808-1879), i conde de Vilches, i vizconde de La Cervanta (1848-1879), contrajo matrimonio con Amalia de Llano y Dotres (1821-1874). Les sucedió su hijo.
- Gonzalo de Vilches y Llano (1842-1918), ii conde de Vilches, ii vizconde de La Cervanta (1879-1918), casó con María San Juan y Mendinueta, condesa de Goyeneche (¿?-1927). Tras la muerte del segundo conde de Vilches, al no existir descendencia (a excepción de un hijo que María tuvo con su anterior esposo), el condado de Vilches quedó vacante. Actualmente ha incurrido en situación de caducidad.